# IUCN's rødliste
 "Rødliste" omdirigeres hertil. For den danske rødliste, se Dansk rødliste.
IUCN's rødliste over truede arter (også kendt som IUCN's rødliste eller IUCN's røde dataliste) (grundlagt i 1963) er verdens mest omfattende opgørelse over den globale bevaringsstatus for klodens biologiske arter. IUCN (International Union for the Conservation of Nature) er hovedautoriteten i alle emner, der vedrører bevaringsstatusser. Derudover udgiver forskellige nationer og organisationer flere regionale rødlister, der udelukkende vurderer risici for arters uddøen inden for en særlig administrativ enhed.
IUCN's rødliste har opstillet klare kriterier, der vurderer risikoen for uddøen blandt tusinder af arter og underarter. Disse kriterier dækker alle nationer og alle arter i verden. Organisationens mål er at formidle de nødvendige tiltag til bevaring af truede arter til offentligheden og lovgivende forsamlinger, såvel som at hjælpe det internationale samfund til en reducering af artsudryddelser. I overensstemmelse med IUCN (1996) er de formelt erklærede mål for rødlisten: (1) at give videnskabeligt baserede oplysninger om statusserne for arter og underarter på globalt plan, (2) at gøre opmærksom på omfanget af den truede biologiske mangfoldighed, (3) at få indflydelse på national og international politik og deraf følgende beslutninger, og (4) at formidle fakta for bevaring af den biologiske diversitet.
Vigtige artsbedømmere omfatter BirdLife International, Instituttet for Zoologi (Zoological Society of Londons forskningsafdeling), World Conservation Monitoring Centre, og de mange specialistgrupper i SSC (IUCN Species Survival Commission). Tilsammen står disse grupper og organisationer bag næsten halvdelen af rødlistens vurderinger.
IUCN sigter mod at få en artskategori revurderet hver femte år, eller senest hver tiende. Dette bliver udført gennem et peer review via SSC eller flere specialistgrupper, som hver især er rødlisteansvarlige for en art, en gruppe af arter eller et specifikt geografisk område, eller, når det drejer som om BirdLife International, en hel klasse, nemlig alle fugle (Aves).
På rødlisten fra juni 2015 var næsten 23.000 dyre- og plantearter truet af udryddelse.

## Fugle i Europa 2021
BirdLife International udgav i oktober 2021 en ny rødliste over europæiske fugle. 544 arter blev undersøgt, og af dem er 105 på rødlisten.  Siden 2015 er fem fuglearter  uddøde i Europa. 37 arter er mere truet, mens 47 arter har skiftet kategori til et mindre truet niveau. I Danmark er 35 arter på den europæiske rødliste. Der er 13 nye arter på listen, 21 arter er mindre truet end i 2015, og 15 af dem har helt forladt rødlisten. 

## Supplerende litteratur
- Hilton-Taylor, C. A history of the IUCN DATA Book and Redlist  Arkiveret 10. november 2013 hos  Wayback Machine. Hentet 2012-05-11.
- IUCN Red List of Threatened Species, 2009. Summary Statistics. Hentet 2009-12-19.
- IUCN. 1994 IUCN Red List Categories and Criteria version 2.3. Hentet 2009-12-19.
- IUCN. 2001 IUCN Red List Categories and Criteria version 3.1. Hentet 2009-12-19.
- Rodrigues, A.S.L., Pilgrim, J.D., Lamoreux, J.F., Hoffmann, M. & Brooks, T.M. 2006. The value of the IUCN Red List for conservation Arkiveret 29. maj 2006 hos  Wayback Machine Trends in Ecology & Evolution 21(2): 71–76.
- Sharrock, S. and Jones, M. 2009. Conserving Europe's threatened plants – Report on the lack of a European Red List and the creation of a consolidated list of the threatened plants of Europe. Hentet 2011-03-23.

## Eksterne links
- IUCN Red List